# Nationale Akademie der Wissenschaften der Ukraine
Koordinaten: 50° 26′ 41,6″ N, 30° 30′ 45,7″ O

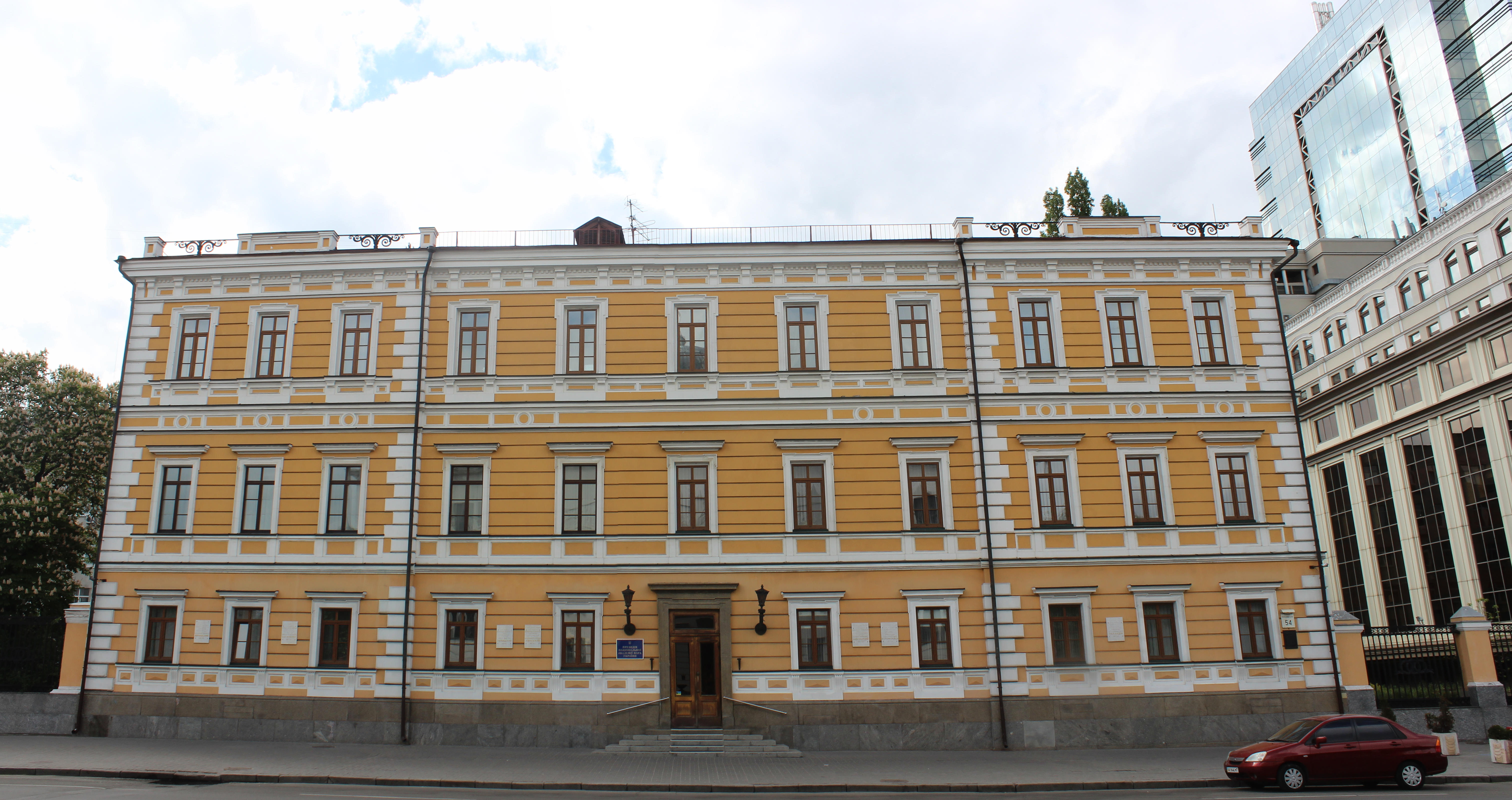
Die Nationale Akademie der Wissenschaften der Ukraine auf der Wolodymyrska-Straße Nr. 54 im Zentrum Kiews

Die Nationale Akademie der Wissenschaften der Ukraine (ukrainisch Національна академія наук України Nazionalna akademija nauk Ukrajiny, abgekürzt НАНУ; russisch Национальная академия наук Украины Nazionalnaja akademija nauk Ukrainy, abgekürzt НАНУ; englisch National Academy of Sciences of Ukraine, abgekürzt НАН bzw. NAS) ist eine ukrainische Wissenschaftseinrichtung in Kiew.

## Namen
Die Akademie wechselte vier Mal ihren Namen. Zunächst als Ukrainische Akademie der Wissenschaften von 1918 bis 1921 bestehend, war sie von 1921 bis 1936 unter dem Namen Allukrainische Akademie der Wissenschaften und von 1936 bis 1991 Akademie der Wissenschaften der Ukrainischen SSR bzw. Akademie der Wissenschaften der USSR (AN-USSR) bekannt. 1991 erhielt sie den Namen Akademie der Wissenschaften der Ukraine und 1994 wurde ihr der Titel Nationale Akademie der Wissenschaften der Ukraine gegeben.

## Geschichte
Die Ukrainische Akademie der Wissenschaften wurde am 27. November 1918 gegründet und war nach der russischen die älteste in der ehemaligen Sowjetunion.
Die Akademie hatte in den Gründungsjahren drei Forschungsabteilungen (Geschichte und Philologie, Physik und Mathematik, Sozialwissenschaften) mit drei Instituten, fünfzehn Fachkommissionen und der Nationalbibliothek. 1991 wurde das Institut für Ukrainische Sprache gegründet. Seit 2000 ist die NAS in drei Sektionen gegliedert mit dreizehn Abteilungen und fast 170 Instituten und anderen Forschungseinrichtungen mit über 13000 Beschäftigten.
Die Akademie hat zahlreiche wissenschaftliche Institute gegründet, meist von prominenten Wissenschaftlern wie den Mathematikern Dmitri Grawe, Nikolai Krylow, Nikolai Bogoljubow; den Physikern Kirill Sinelnikow, Lew Schubnikow, Wadim Laschkarjow, Alexander Achijeser, Alexander Dawydow, Semen Braude; dem Geologen Pawlo Tutkowskyj, den Chemikern Lew Pyssarschewskyj, Oleksandr Brodskyj; den Biologen und Medizinern Oleksandr Bohomolez, Wladimir Filatow, Nikolai Cholodny, Iwan Schmalhausen, Wolodymyr Morhun; dem Orientalisten Ahatanhel Krymskyj sowie dem Linguisten Leonid Bulachowskyj und dem Literaten Serhij Jefremow.
Die weltweit bekanntesten Institute sind das von Jewgeni Paton 1934 gegründete Institut für Elektroschweißen („E.O. Paton Electric Welding Institute“) sowie das von Wiktor Gluschkow gegründete Institut für Kybernetik („Glushkov Institute of Cybernetics“).

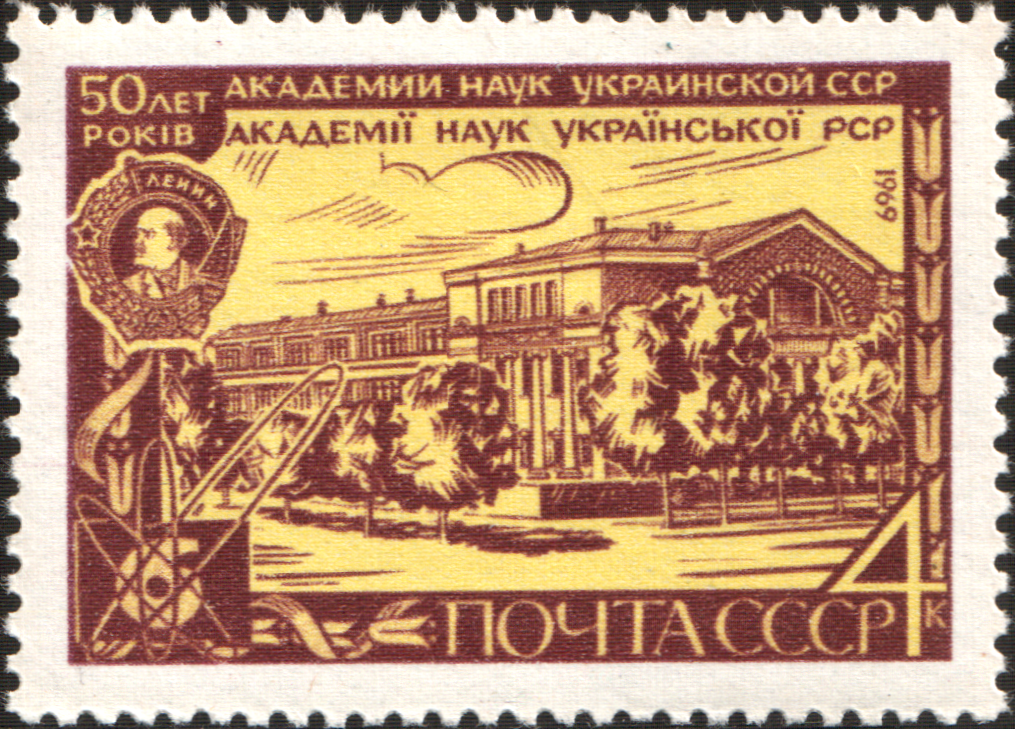
Sowjetische Briefmarke von 1969 zum 50. Gründungstag der Akademie

Im November 2020 waren 170 Personen Vollmitglieder (Akademiker) der Akademie. Zudem gab es zu diesem Zeitpunkt 364 korrespondierende- und 83 ausländische Mitglieder. 28.501 Mitarbeiter waren zum 1. Januar 2020 für die Akademie tätig, darunter 14.828 Forscher, von denen 2386 Doktoren der Wissenschaften und 6732 Kandidaten der Wissenschaften waren.

## Akademiepräsidenten
- 1918–1919 Wladimir Wernadski
- 1921–1922 Mykola Wassylenko
- März–Mai 1922 Orest Lewyzkyj
- 1922–1928 Wolodymyr Lypskyj
- 1928–1929 Danylo Sabolotnyj
- 1930–1946 Oleksandr Bohomolez
- 1946–1962 Alexander Palladin
- 1962–2020 Borys Paton
- seit 2020 Anatolij Sahorodnij